# 新英格蘭革命二隊
新英格蘭革命二隊是位於大波士頓地區參賽於美國足球第三級賽事MLS Next Pro的職業足球俱樂部。本球隊由美國職業足球大聯盟新英格蘭革命擁有並作為預備隊經營。球隊以吉列體育場為主場。球隊於2019年10月9日被宣布成為美國足球甲級聯賽的成員。。

## 歷史
2019年10月9日，新英格蘭革命宣布在美國足球甲級聯賽中組建一支預備隊，該隊將於2020賽季開始參賽，該隊將以麻薩諸塞州福克斯堡的吉列體育場為主場。2019年11月25日，俱樂部宣布由克林特·皮伊擔任首任總教練。

### MLS Next Pro
俱樂部於2021年12月6日宣布，他們將加入2022年開始的有21支球隊的MLS Next Pro首個賽季。

## 外部連結
- 官方网站